# José Luis Alonso (Rechtswissenschaftler)
José Luis Alonso Rodríguez (* 30. Juli 1969 in Ourense) ist ein spanischer Rechtswissenschaftler.

## Leben
Er erwarb 1992 den Grad lic. iur. an der Universität Santiago de Compostela und 1996 den Doktorgrad an der Universität von Santiago de Compostela (Doctor Europaeus). Von 1997 bis 1999 war er Lehrbeauftragter für Römisches Recht an der juristischen Fakultät der Universität Baskenland. Von 1999 bis 2001 hatte er eine befristete Professur für Römisches Recht an der juristischen Fakultät der Universität Baskenland. Von 2001 bis 2017 hatte er eine Professur für Römisches Recht an der juristischen Fakultät der Universität Baskenland inne. Von 2009 bis 2013 war er Professor für Antike Geschichte und Juristische Papyrologie an der historischen Fakultät der Universität Warschau. 2017 wurde er Ordinarius für Römisches Recht, Juristische Papyrologie und Privatrecht an der Universität Zürich.

## Schriften (Auswahl)
- Delegare, iubere, mandare. Contrato de mandato y delegación en Derecho Romano. Santiago de Compostela 1996, ISBN 8481216186.
- Estudios sobre la delegación. La doble atribución patrimonial. Santiago de Compostela 2001, ISBN 84-9750-017-2.